# Luis Ortíz (bokser)
Luis Ortiz Flores (ur. 5 listopada 1965 w Humacao) – portorykański bokser, kategorii lekkiej.

## Kariera amatorska
W 1984 roku na letnich igrzysk olimpijskich w Los Angeles zdobył srebrny medal. Był trzecim bokserem w historii który zdobył medal na letnich igrzyskach olimpijskich. Podczas ważenia przed walką o złoty medal przekroczył limit wagowy o 1,5 funta. Do czasu walki był umieszczony pod opieką dietetyka. Walkę o złoty medal przegrał przez nokaut w pierwszej rundzie przez Pernella Whitakera